# Geschichte des Bieres

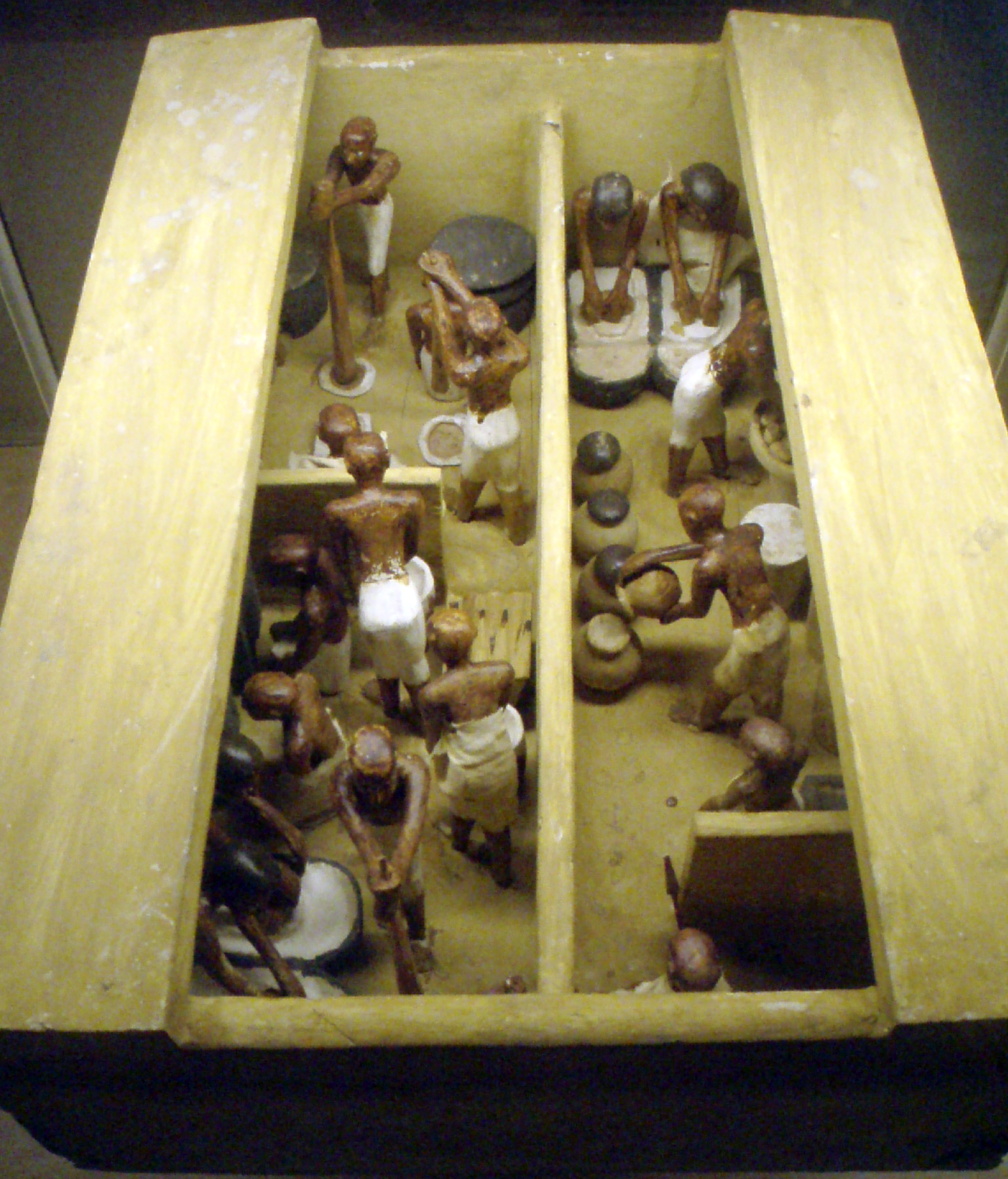
Grabbeigabe in Form eines Modells einer Bäckerei mit Brauerei, Ägypten, circa 2009 bis 1998 vor Christus

Die Geschichte des Bieres umfasst die Entwicklung von alkoholischen Getränken aus Wasser und Getreide, die durch alkoholische Gärung gewonnen werden, von der Urgeschichte bis zur Gegenwart. Bier ist eines der ältesten alkoholischen Getränke. Es ist vermutlich der Menschheit bekannt, seit in China und nahezu gleichzeitig im Gebiet des Fruchtbaren Halbmondes Menschen vor etwa 10.000 Jahren begannen, Getreide zu sammeln und zufällig entdeckten, dass Getreidebrei, den man einige Tage stehen ließ, zu gären begann.

## Frühzeit

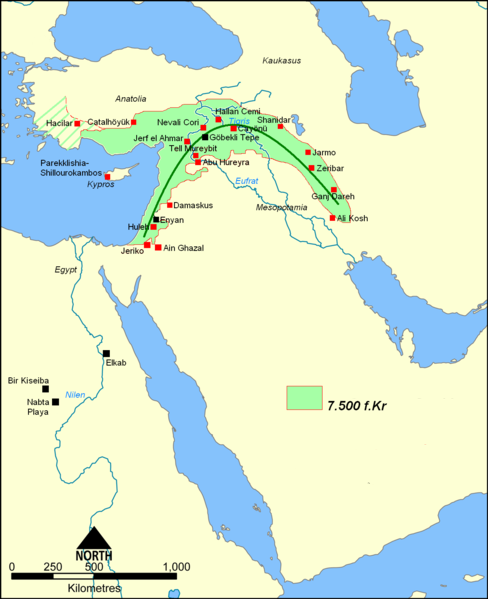
Der sogenannte fruchtbare Halbmond, die Region, in der Bier erfunden wurde

Eine eigene Theorie zur Bierentstehung im Zusammenhang mit dem frühen Neolithikum hat Josef H. Reichholf entwickelt, wobei er nachzuweisen versucht, dass die Biererzeugung der Herstellung von Brot aus Getreide, insbesondere aus Gerste, mehrere Jahrtausende vorausging. Auch Archäologen nehmen an, dass Bier maßgeblich zur Sesshaftwerdung des Menschen beigetragen habe.
Zahlreiche archäologische Funde belegen, dass im Gebiet des Fruchtbaren Halbmondes Menschen bereits aus der Zeit um 10.000 vor Christus wild wachsende Getreideähren mit Sicheln aus geschliffenem Feuerstein sammelten, in geflochtenen, mit Gips oder Bitumen verdichteten Körben transportierten, in unterirdischen Speichern lagerten und mit Steinen zerkleinerten. Etwa um 9.000 vor Christus fing man in dieser Zeit auch an, Gerste und Weizen zu kultivieren. Vermutlich sehr früh entdeckten Menschen das Mälzen von Getreide, da die Vorratslager für Getreide selten vollkommen wasserdicht waren. In Wasser eingeweichtes Getreide beginnt zu keimen, dabei entwickeln sich insbesondere bei Gerste Enzyme, die die Stärke der Getreidekörner zu Malzzucker spalten. Da die Menschen der Jungsteinzeit noch keine Schrift kannten, fehlen Dokumente über die Bedeutung des Bieres.
Neuesten Erkenntnissen zufolge soll das Bier noch älter als 9000 Jahre sein, worauf Funde in China hindeuten. Tongefäße, die mit Spuren eines gegorenen Getränkes aus Reis, Honig und Früchten gefüllt waren, wurden in der nordchinesischen Provinz Henan entdeckt.

### Vorderer Orient
Den ältesten bisher bekannt gewordenen Braubetrieb gab es vor ca. 12–14 Tausend Jahren in der Rakefet-Höhle im Gebiet der Natufien-Kultur.
Hinweise auf das Brauen bierähnlicher Substanzen gibt es auch in der frühneolithischen Tempelanlage Göbekli Tepe. Es existieren Befunde und chemische Analysen, die als Rückstände von Mälz- und Brauvorgängen interpretiert werden. Es wurden Sandsteinwannen und Steingefäße gefunden, welche funktional als Maischebehälter gesehen werden. Überreste von Bier im Vorderen Orient aus einer Zeit von 3500 bis 2900 v. Chr. wurden in Godin Tepe im heutigen West-Iran entdeckt. Schriftliche Zeugnisse aus dem Mesopotamien des 3. Jahrtausends vor Christus nennen über 20 verschiedene Biersorten. Ähnlich alt, aus der Zeit des 34. Jahrhunderts vor Christus, sind Funde aus Hierakonpolis in Oberägypten. Dort (in Abydos) wurde zudem eine weitere Brauerei ausgegraben, die laut Schätzungen aus der Zeit von König Narmer, um 3000 v. Chr., stammte, und laut einer Studie etwa 22.400 Liter Bier auf einmal herstellen konnte.
Schriftlich erwähnt wird Bier in einer Reihe verschiedener früher Quellen: Eine vom US-Amerikaner Samuel Noah Kramer entdeckte Tontafel aus Nippur (etwa 2100 v. Chr.) erwähnt Bier im Rahmen medizinischer Verschreibungen.
Es gibt Abbildungen biertrinkender Sumerer aus der Zeit von etwa 3000 v. Chr. Der Codex Ḫammurapi (1700 v. Chr.) enthält die älteste überlieferte Bierschankordnung der Welt. Hier einige Auszüge aus dem Gesetz:
- Die Wirtin, die sich ihr Bier nicht in Gerste, sondern in Silber bezahlen lässt, oder die minderwertiges Bier ausschenkt, wird ertränkt.
- Eine Priesterin, die ein Bierhaus aufsucht oder gar ein solches eröffnet, wird verbrannt.
- Die Wirtin, die in ihrer Gaststätte politische oder staatsgefährdende Diskussionen duldet, ohne die Gäste der Obrigkeit auszuliefern, wird getötet.
- Bierpanscher werden in ihren Fässern ertränkt oder so lange mit Bier vollgegossen, bis sie ersticken.

Die Babylonier kannten bereits 20 Sorten Bier:
- Acht bestanden aus Emmer mit etwas Gerste
- Acht bestanden nur aus Gerste
- Vier waren „Mischbiere“, in denen die Gerste überwog

Je mehr Emmer die Biere enthielten, desto teurer waren sie. Unter anderem gab es:
- Dünnbier: ein wässriges Gerstenbier
- Schwarzbier: ein preiswertes Gerstenbier, dem mitunter eine kleine Menge Emmer zugemischt wurde
- Feines Schwarzbier: hier bestand die Maische aus 80 % geröstetem Emmerkorn und 20 % gekeimtem Emmerkorn
- Feines Weißbier: Grundbestandteile waren Gerste und Emmer
- Rotes Bier: bestand aus 75 % Gemisch und 25 % gekeimtem Emmerkorn, das Gemisch war Emmerbrot und geröstetes Emmerkorn
- Prima Bier: dunkles Starkbier mit gleichen Anteilen aus Emmerkorn, Emmerbrot und Emmermalz
- Lagerbier: war vor allem für den Export nach Ägypten bestimmt und enthielt Emmer und Gerste
- Nachbier: man schüttete Maischreste von Gerste- und Emmerbier zusammen und versetzte sie nochmals mit Wasser

### Ägypten
Bier (henqet) war zu dieser Zeit auch in Ägypten ein Grundnahrungsmittel aller Bevölkerungsschichten, einschließlich des Königshauses. Auch die Arbeiter für den Pyramidenbau erhielten täglich zwei Krüge Bier, dazu drei bis vier Brote. Die Hieroglyphe für Nahrung war lange Zeit ein Zeichen für Brot und Bier. Beamte, Offiziere und Soldaten wurden in Brot und Bier bezahlt. Den Toten wurde auch Bier mit ins Grab gegeben.
2015 wurden im Bereich der Stadt Tel Aviv bei Bauarbeiten Reste einer bronzezeitlichen ägyptischen Brauerei gefunden, der bisher nördlichste Fund altägyptischer Bierproduktion.
Die gewerbsmäßige Bierbrauerei blieb in Ägypten Staatsmonopol. Die größte und bekannteste Braustätte lag in Pelusium (Khalij at-Tinah) an der Mündung des heutigen Sueskanals. Wohl erst die Ptolemäer konzessionierten auch private Bierbrauer, kontrollierten den Verkauf und führten dafür eine Getränkesteuer ein, angeblich, um der Trunksucht Einhalt zu gebieten. Man siebte das Bier vor dem Verzehr oder trank es mit Hilfe eines Trinkhalms.
Die Israeliten übernahmen das Bierbrauen von den Ägyptern, sie nannten das Getränk schechar (שֵכָר). Es war zwar das alltägliche Getränk, für Feierlichkeiten verwendeten sie jedoch den Wein.

### Mitteleuropa
In Mitteleuropa sind bierähnliche Getränke bereits im 3. Jahrtausend v. Chr. nachgewiesen. In einem Becher der ältesten Einzelgrabkultur aus einem geschleiften Hügel von Refshøjgård im Kirchspiel Folby (Ostjütland) ist eine unverkohlt erhalten gebliebene Kruste mittels Pollenanalyse, konventioneller Mikroskopie und Rasterelektronenmikroskopie untersucht worden. Die identifizierten Stärkekörner weisen auf Bier hin. Da in der frühen Einzelgrabkultur vorwiegend Gerste angebaut wurde, dürfte das Trinkgefäß aller Wahrscheinlichkeit nach ein aus Gerste gebrautes Bier enthalten haben. Das Analyseresultat deutet darauf hin, dass dem Bier kein Honig bzw. Met beigemischt war.
Als Alltagsgetränk hatte Bier aufgrund seiner günstiger zu beschaffenden Rohstoffe wie dem Getreide eine weitaus größere Verbreitung als der Met, dessen Rohstoff Bienenhonig weitaus schwieriger zu beschaffen und als einzig verfügbares Süßungsmittel entsprechend wertvoll war. Archäologische Funde von prunkvoll verzierten, zum Teil mit Bunt- oder Edelmetall beschlagenen Trinkhörnern mit darin erhaltenen Resten von Bier oder Met deuten an, dass das Trinken aus Hörnern allenfalls zu besonderen Anlässen üblich war.

## Antike

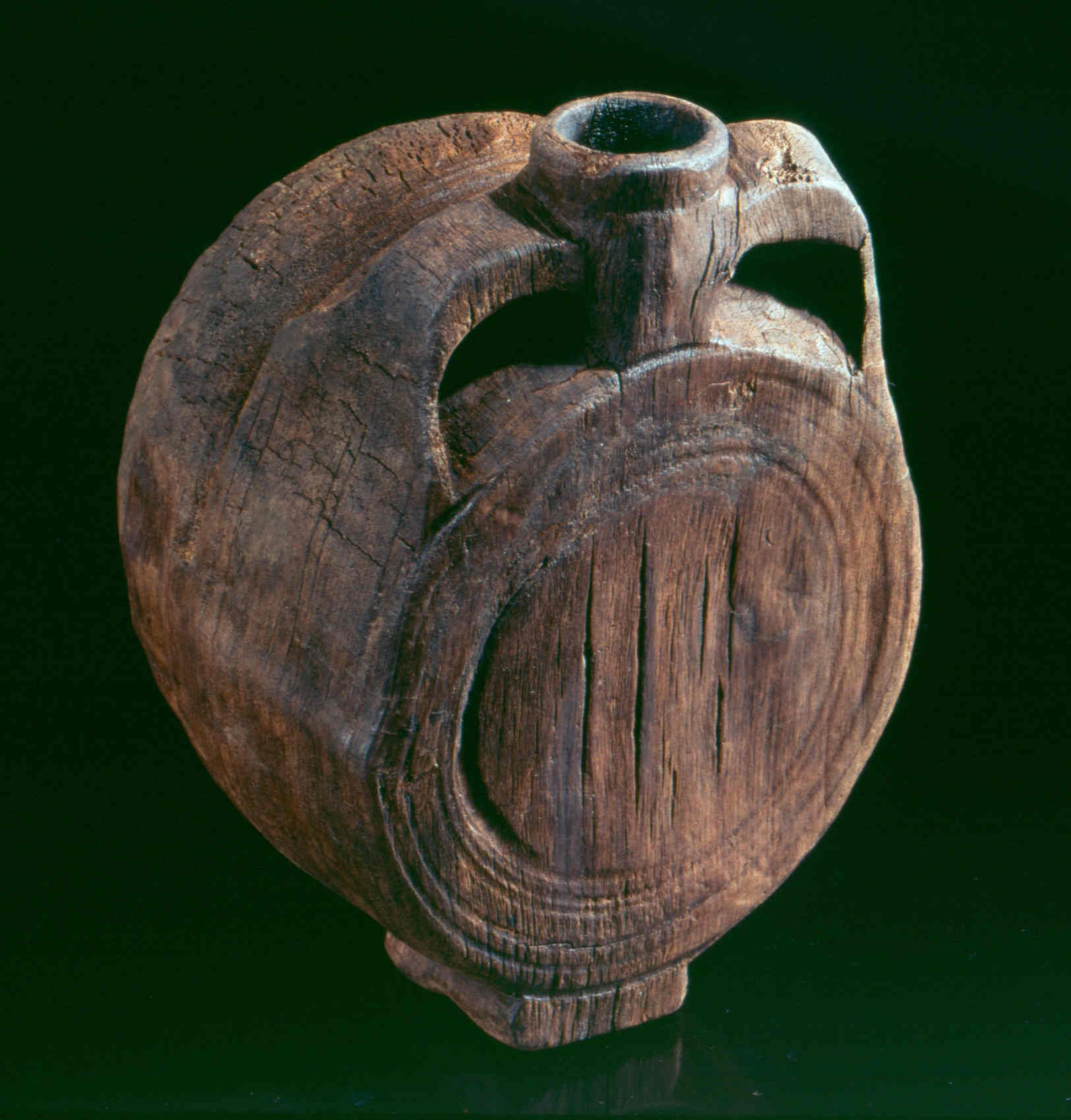
Trossingen Grab 58. Die alemannische Feldflasche aus Ahorn (6. Jahrhundert n. Chr.) enthielt noch Reste eines gehopften Gerstenbieres.

Die Kelten kannten mehrere Biersorten, insbesondere das weit verbreitete Korma bzw. Curma, ein einfaches Gerstenbier, und die Cervisia bzw. Cervesia, ein Weizenbier mit Honig für die wohlhabendere Bevölkerung. Der römische Schriftsteller Tacitus nennt in seinem Werk Germania Bier als das Hauptgetränk der Germanen:

„Als Getränk dient eine Flüssigkeit aus Gerste oder Weizen, in eine gewisse Ähnlichkeit mit Wein umgefälscht […].“

Archäologische Funde von Gefäßen mit Bierresten belegen, dass auch in provinzialrömischen Städten des Nordens die Bierbrauerei betrieben wurde.
Um Geschmack und Haltbarkeit des Bieres zu verbessern, wurden seit jeher verschiedenste Zusatzstoffe wie Eichenrinde und Kräuter wie Myrte, Gagel oder Johanniskräutern dem Bier zugesetzt. Um die Alkohol- oder Rauschwirkung zu erhöhen, wurden auch psychotrope Kräuter wie Bilsenkraut, Stechapfel und Porst zugesetzt.
Doch auch die Verwendung von Hopfen könnte bereits in der Spätantike begonnen haben: In einer in einem Alemannengrab in Trossingen gefundenen Flasche aus Ahorn aus dem 6. Jahrhundert n. Chr. konnten Reste von Hopfen nachgewiesen werden.

## Mittelalter

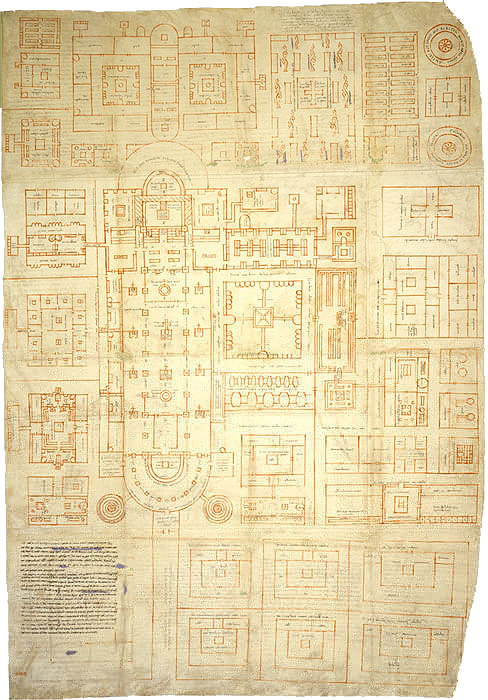
St. Galler Klosterplan. Reichenau, frühes 9. Jahrhundert

Die erste urkundliche Erwähnung des Bieres („cervesa“) im mittelalterlichen Mitteleuropa findet sich laut Emil Spiess in der St. Gallischen Gemeinde Zuzwil im Dorf Züberwangen, wo Rothbald, zum Heile seiner Seele, der Abtei St. Gallen seine Schenkung am 6. August 754 beurkundete.

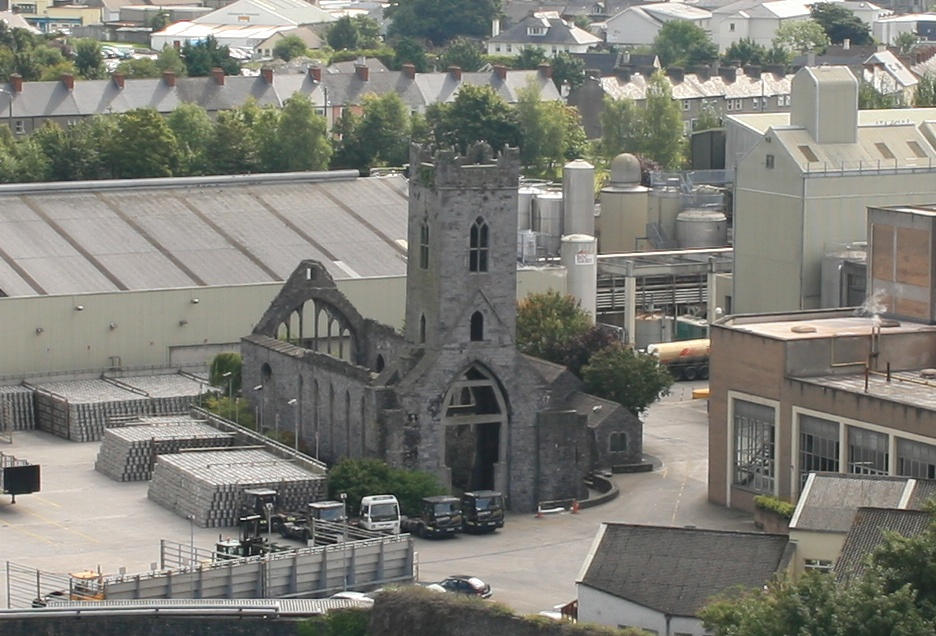
Das Franziskanerkloster in Kilkenny begann im 14. Jahrhundert mit dem Braubetrieb, der auch nach der Reformation durch die Smithwick-Brauerei fortgesetzt wurde.

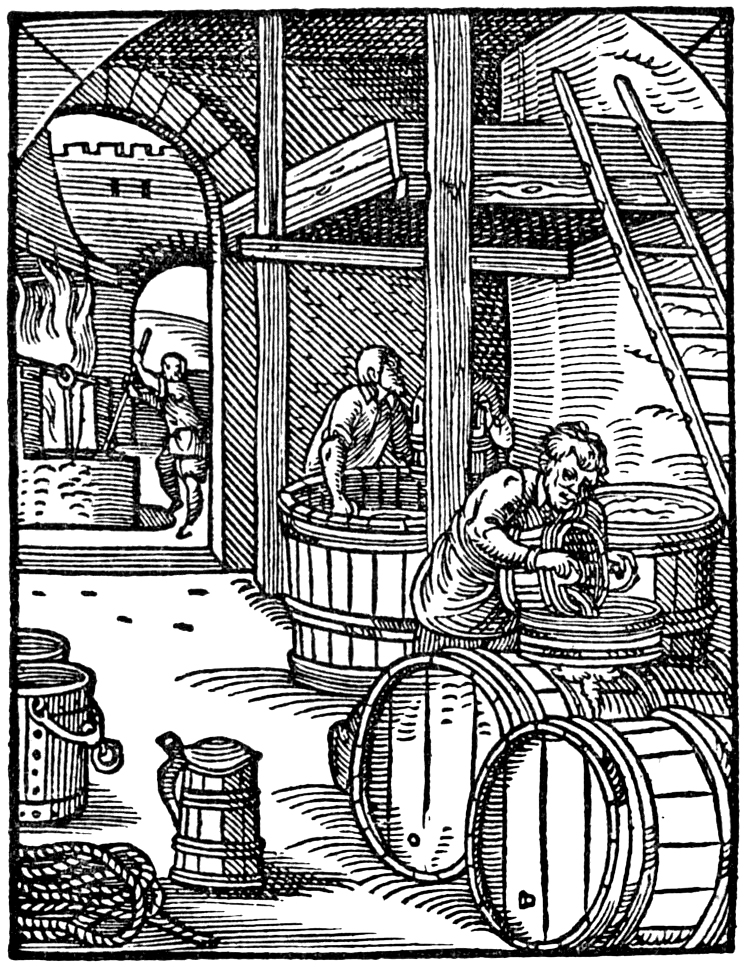
Der Bierbreuwer (Bierbrauer), aus Jost Ammans Ständebuch (1568)

Bier war in vielen Gegenden Europas das wichtigste Volksgetränk. Zum Brauen des Bieres wurden alle vorhandenen Getreidearten verwendet und bis ins 16. Jahrhundert mit Gruit oder Grut (Grutbier) gewürzt. Bier, das mit diesen regional unterschiedlichen Kräutermischungen hergestellt wurde, war trüb, süßlich, kohlensäurearm, nicht lange haltbar und wies vermutlich einen deutlich niedrigeren Alkoholgehalt als das heutige Bier auf. Gagel als Bierzutat wurde zunehmend durch Hopfen verdrängt. Belegt ist ein Verbot von Gagelbier aber erstmals für Mölln im 16. Jahrhundert. Stechapfelsamen und Bilsenkraut wurden als Aphrodisiakum bzw. Rauschmittel zugesetzt.
Endgültig setzte sich Hopfenbier erst im 16. Jahrhundert durch.
Im Mittelalter waren es vorrangig die Hansestädte und vereinzelt Klosterbrauereien, die die Entwicklung von Hopfenbiersorten voran trieben. In Hamburg produzierten 1376 nicht weniger als 457 Brauereien Bier. Nicht selten standen Frauen den Brauereien vor: In Straßburg wurde 1358 von sieben Brauereien eine von Frauen betrieben und in Oxford überwogen 1439 noch die im Braugewerbe arbeitenden Frauen die Anzahl der Männer. Mengenangaben zum Bierkonsum sind problematisch, da sie regional und periodisch stark schwankten. In Köln, einer der wohlhabendsten Städte des Spätmittelalters, lag der Konsum in dieser Zeit etwa bei 175 bis 295 Liter pro Jahr und Kopf.
Angesichts des hohen Bierkonsums im Mittelalter und in der frühen Neuzeit war Bier für den städtischen Fiskus und die seit etwa 1500 entstehenden Landessteuerbehörden von großem Interesse. Bereits im Spätmittelalter wurden fast überall Produktions- und Verkaufssteuern auf Bier erhoben. Das Brauen und der Verkauf des Bieres war an bestimmte Privilegien gebunden. Mit der strengen Reglementierung wollten die Obrigkeiten einerseits den Brauberechtigten das Einkommen sichern und andererseits dafür sorgen, dass kein fremdes Bier getrunken wurde, für das man keine Steuern bezahlen musste. Im 16. Jahrhundert wurde in vielen Teilen des Heiligen Römischen Reiches das Biergeld zu einer der wichtigsten Steuerquellen.

## Neuzeit

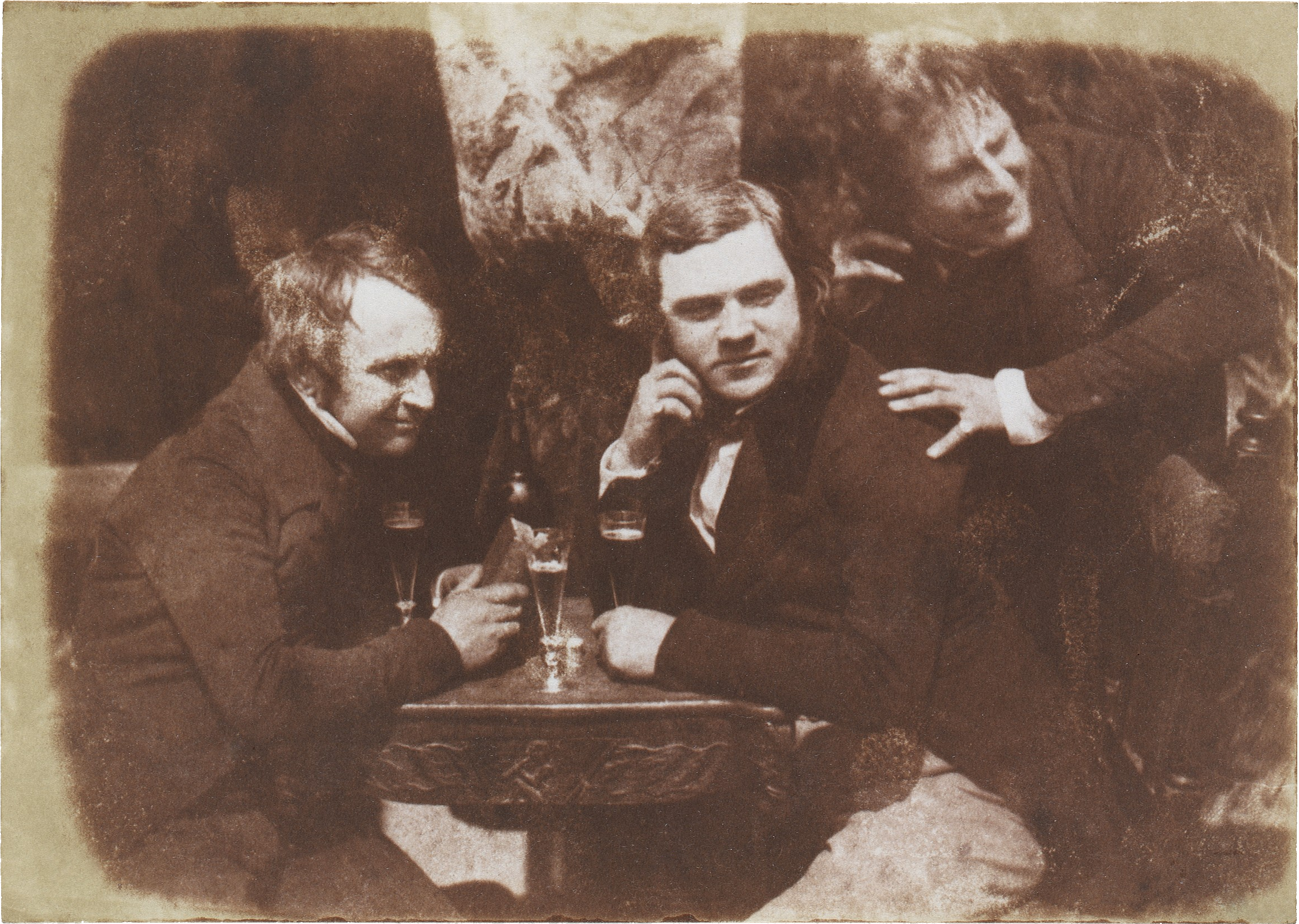
Die vermutlich erste photographische Aufnahme des Biergenusses, festgehalten durch Hill & Adamson (Schottland, etwa 1844).

Im „Stadtbuch“ von 1434 im thüringischen Ort Weißensee entdeckte man die „Statuta thaberna“ (Wirtshausgesetz), in der „mannigfaltige Gesetze“ über das „Benehmen in Wirtshäusern“ und das Brauen von Bier enthalten sind. Im Artikel 12 der „Statuta thaberna“ heißt es: „Zu dem Bier brauen soll man nicht mehr nehmen als soviel Malz, als man zu den drei Gebräuen von dreizehn Maltern an ein Viertel Gerstenmalz braucht… Es sollen auch nicht in das Bier weder Harz noch keinerlei andere Ungeferck. Dazu soll man nichts anderes geben als Hopfen, Malz und Wasser (‚hophin malcz und wasser‘). Das verbietet man bei zwei Mark, und derjenige muss die Stadt für vier Wochen räumen.“
1516 wurde von den bayerischen Herzögen Wilhelm IV. und Ludwig X. eine neue Landesordnung in Ingolstadt erlassen. Darin wurden unter anderem die Inhaltsstoffe für Bier auf Gerste, Hopfen und Wasser festgelegt und die Preise für Bier reguliert. Seit den 1920er Jahren wird die entsprechende Textpassage dieser Landesordnung von der bayrischen Brauwirtschaft auch als „Bayerisches Reinheitsgebot“ bezeichnet. Ein herzoglicher Erlass von 1551 erlaubte zudem Koriander und Lorbeer als weitere Zutaten bayrischer Biere und verbot dagegen ausdrücklich die Verwendung von Bilsenkraut und Seidelbast. Die bayrische Landesverordnung von 1616 ließ zudem Salz, Wacholder und Kümmel zur Bierproduktion zu. Warme Biersuppe war im deutschen Sprachraum vor allem auf dem Land bis weit in das 19. Jahrhundert hinein ein häufiges Frühstück für Erwachsene wie für Kinder, wobei Dünnbier verwendet wurde. Sie wurde erst dann allmählich durch die neue Mode verdrängt, morgens Kaffee zu trinken und dazu Brot zu essen. Vor der Einführung des Kaffees, aber auch noch danach, wurde die Biersuppe von allen Schichten gegessen, auch vom Adel. Bier galt als nahrhaftes und stärkendes Lebensmittel. In Preußen war das Quatschbier beliebt.
Spätestens in der Mitte des 18. Jahrhunderts wurden regionale Besonderheiten von Biersorten innerhalb der Biernation überregional wahrgenommen. Der Geograph Johann Gottfried Gregorii alias MELISSANTES publizierte 1744 in einer Berufsbeschreibung des Bierbrauers ein Verzeichnis mit 35 der damals bekanntesten deutschen Biersorten und deren landläufigen Bezeichnungen (z. B. Duckstein, Israel, Kastrum, Klapitt, Mumme, Schluntz, Gose oder Koite), Inhaltsstoffen, Geschmacksrichtungen und Wirkungen auf die Konsumenten.
Das erste Frachtgut auf einer deutschen Eisenbahn waren Bierfässer. Am 11. Juli 1836 erhielt die Ludwigseisenbahn (eröffnet am 7. Dezember 1835) zwischen Nürnberg und Fürth von der Firma Lederer Bräu den Auftrag, zwei Fässer Bier gegen eine Vergütung von 6 Kreuzern an den Wirt „Zur Eisenbahn“ in Fürth zu senden.
Als in Kellern und Kühlhäusern auch bei niedrigen Temperaturen vergoren werden konnte, setzte sich bald die untergärige Brauweise durch. Bereits 1841 wurde das untergärige Lagerbier von Anton Dreher Senior in Wien gebraut und läutete damit die Epoche der untergärigen Biersorten ein.
Als wichtiger Punkt in der Geschichte des Bierbrauens wird die „Erfindung“ der Pilsner Brauart angesehen. Sie ging aus der schon damals berühmten Bayerischen Brauart hervor, die vor allem auf nur mit niedriger Temperatur abgedarrtem Malz und auf der langsamen Gärung durch Lagerung in kalten Höhlen und tiefen Kellern beruhte. Josef Groll braute somit am 5. Oktober 1842 den ersten Sud nach Pilsner Brauart. Dieser wurde erstmals am 11. November 1842 öffentlich ausgeschenkt und eröffnete so den weltweiten Siegeszug dieser Bierspezialität, die als Original Pilsner Urquell vertrieben wird.
Im 19. Jahrhundert kam es vor allem in München immer wieder zu Unruhen und Ausschreitungen (siehe: Münchner Bierrevolution), wenn der Bierpreis geringfügig erhöht wurde. Dabei wurde regelmäßig von den Gästen in Wirtshäusern randaliert, wobei weder Tische noch Stühle heil blieben. Ein erhöhter Bierpreis wird zum Teil auch als Hintergrund der so genannten „Salvatorschlacht“ von 1888 angesehen.
Eine rein juristische Schlacht war hingegen der von der Presse so bezeichnete „Bierkonfessionskrieg“, in dem die Münchner Paulaner Brauerei Zacherl die Bierbezeichnung Salvator gegen die Fürther Brauerei Geismann 1897 gerichtlich als Bier-Marke durchsetzte, wohingegen der Name zuvor von etlichen bayerischen und fränkischen Brauereien als Typenbezeichnung (vgl. Pils, Märzen) verwendet wurde.
Zu einer katastrophalen Bier-Überschwemmung kam es 1814 in London.
Aus dem Handwerk des Bierbrauens entwickelte sich die Getränkeindustrie, deren Produkte („Dividendenjauche“) nicht immer auf Akzeptanz der Biertrinkenden trafen. Carl von Linde entwickelte und baute die Kältemaschine anfangs hauptsächlich für Brauereien. Weiterhin wird Bier seit der Erfindung des Bierfilters durch Lorenz Adalbert Enzinger im Jahre 1878 für gewöhnlich filtriert und teilweise auch pasteurisiert; dadurch und durch die moderne Abfülltechnik wurde es wesentlich länger haltbar.
Die Weltbierproduktion lag 1900 bei 245 Mio. hl und 2008 bei 1816 Mio. hl.

### Periodika
- Gesellschaft für Geschichte des Brauwesens e. V. GGB (Hrsg.): Jahrbuch. ISSN 1860-8922 (Jährlich seit 1928).